# Championnat d'Amérique du Sud féminin de volley-ball des moins de 20 ans 2010
Navigation
Édition précédente Édition suivante
Le 20e Championnat d'Amérique du Sud féminin de volley-ball des moins de 20 ans s'est déroulé du 11 au 15 octobre 2010 à Envigado et Itagüí, en Colombie. Il a mis aux prises les sept meilleures équipes continentales après le retrait de l'Équateur.

## Équipes présentes
- Argentine
- Brésil
- Chili
- Colombie
- Équateur
- Pérou
- Uruguay
- Venezuela

## Classement final
| Place              | Équipe    |
| ------------------ | --------- |
| Médaille d'or      | Brésil    |
| Médaille d'argent  | Pérou     |
| Médaille de bronze | Venezuela |
| 4                  | Colombie  |
| 5                  | Argentine |
| 6                  | Chili     |
| 7                  | Uruguay   |